# 正良街道
正良街道是中华人民共和国辽宁省沈阳市沈北新区下辖的一个街道办事处。

## 行政区划
正良街道下辖以下村级行政区划单位：
鑫欣社区、晨兴社区、正良社区、民丰社区、大学城社区、柳岸馨居社区、郭七村、五台子村、正良村、郭三村、东场村、孝信鲜村、孝信汉村、道义一村、道义二村。